# Bisdom Sumbe
Het bisdom Sumbe (Latijn: Dioecesis Sumbensis) is een rooms-katholiek bisdom met als zetel Sumbe, in Angola. Het bisdom is suffragaan aan het aartsbisdom Luanda. 

## Geschiedenis
Het bisdom werd opgericht op 1 augustus 1975, als het bisdom Novo Redondo, uit delen van het aartsbisdom Luanda. Op 22 oktober 2006 veranderde het van naam naar bisdom Sumbe. 

## Parochies
Het bisdom had in 2022 een oppervlakte van 58.698 km2 en telde 2.063.740 inwoners waarvan 33,4% rooms-katholiek was.

## Bisschoppen
- Zacarias Kamwenho (10 augustus 1975 - 3 maart 1995)
- Benedito Roberto (15 december 1995 - 19 mei 2012)
- Luzizila Kiala (21 mei 2013 - 29 september 2021)
- Firmino David (4 mei 2023 - heden)